# N-hidroxissuccinimida
N-Hidroxisuccinimida (NHS) é um composto químico com peso molecular de 115.09 e um ponto de fusão de 95 °C.
Como é levemente ácido, é irritante a pele, olhos e membranas mucosas.